# Антонова Ганна Іванівна
Ганна Іванівна Антонова (1902, село Шапкіно Московської губернії, тепер у складі Солнечногорського міського округу Московської області, Російська Федерація — ?) — радянська діячка, голова колгоспу «Ударник» Солнечногорського району Московської області. Депутат Верховної Ради СРСР 2-го скликання.

## Життєпис
Народилася в селянській родині в селі Шапкіно. З дев'ятирічного віку наймитувала. Вийшла заміж та переїхала до сусіднього села Ожогіно. Працювала у сільському господарстві.
У 1931 році однією із перших вступила до колгоспу. З 1931 року — голова колгоспу «Ударник» села Ожогіно Солнечногорського району Московської області.
Під час німецько-радянської війни в 1941 році деякий час переховувалася, але із вигнанням німецьких військ у грудні 1941 року повернулася до села і знову очолила колгосп.
Подальша доля невідома.